# Gauhar Saqumbajewa
Gauhar Däulenqysy Saqumbajewa (kasachisch Гауһар Дәуленқызы Зақұмбаева, russisch Гаухар Дауленовна Закумбаева Gauchar Daulenowna Sakumbajewa; * 1. Januar 1932 in Schymkent) ist eine sowjetische bzw. kasachische Chemikerin.

## Leben
Saqumbajewa studierte in Alma-Ata an der nach Sergei Kirow benannten Kasachischen Universität in der Chemie-Fakultät mit Abschluss 1954.
Es folgte die Aspirantur am Institut für Chemische Wissenschaften der Akademie der Wissenschaften der Kasachischen Sozialistischen Sowjetrepublik (AN-KasSSR, seit 1991 Akademie der Wissenschaften der Republik Kasachstan (AN-RK)). Nach dem Abschluss der Aspirantur blieb sie dort zunächst als Laborantin und dann als wissenschaftliche Mitarbeiterin. 1960 verteidigte sie an der Kasachischen Universität ihre Dissertation über den Einfluss der Alkalihalogenide auf die adsorptiven und katalytischen Eigenschaften von Nickel, Platin und Palladium mit Erfolg für die Promotion zur Kandidatin der chemischen Wissenschaften.
Ab 1969 war Saqumbajewa Laboratoriumsleiterin und Vizedirektorin (bis 1975) des Instituts für chemische Wissenschaften. Sie verteidigte 1970 an der Kasachischen Universität ihre Doktor-Dissertation über die adsorptiven und katalytischen Eigenschaften der Metalle der 8. Gruppe des Periodensystems mit Erfolg für die Promotion zur Doktorin der chemischen Wissenschaften. Die Ernennung zur Professorin folgte 1972. Sie ist Expertin für chemische Kinetik und Katalyse. Unter ihrer Leitung und mit ihrer direkten Beteiligung wurden neue Methoden der Untersuchung der Katalyse und der Katalysatoren eingeführt, wodurch neue Phänomene der Katalyse entdeckt werden konnten. Unter ihrer Leitung wurden 1988–1990 für die Versuchsmetallurgieproduktion (OEMP) der AN-KasSSR/AN-RK große Versuchsanlagen für die Produktion von Katalysatoren projektiert und aufgebaut.
Saqumbajewa wurde 1989 Direktorin des Sokolski-Instituts für Organische Katalyse und Elektrochemie. Sie wurde 1994 zum Vollmitglied der AN-RK gewählt. 2001 wurde sie Ehrendirektorin und Laboratoriumsleiterin des Instituts.
Saqumbajewa war Vizevorsitzende der kasachischen Gesellschaft für den Kampf für den Frieden (1975–1985) und Mitglied des Rats für Familienprobleme, Frauen und Demografiepolitik beim Präsidenten der Republik Kasachstan (1992–1998).

## Ehrungen, Preise
- Staatspreis der KasSSR (1974)
- Verdiente Wissenschaftlerin der Republik Kasachstan (1981)[1]
- Orden Kurmet (1999)